# Туров, Нисан
Туров Нисан (15 (27) августа 1877, Несвиж — 29 марта 1953, Нью-Йорк) — израильский педагог, литератор и журналист. Первый редактор газеты «Га-Арец», основатель и первый директор Педагогического колледжа Левинского в Тель-Авиве, директор учительского колледжа в Бостоне и профессор Еврейского теологического института в Нью-Йорке.

## Биография
Туров Нисан родился в Несвиже в купеческой семье. Родители:  Шмуэль-Лейба Туров и Зисл-Лея Меклер. Получил традиционное еврейское образование, русский язык осваивал с частным учителем. В 12 лет переехал с родителями в Москву, где посещал художественную школу (будучи в ней единственным учеником-евреем вплоть до 1890 года, когда евреи были выселены из Москвы). После окончания еврейского педагогического училища в Вильне был назначен директором и учителем в школе для еврейских детей в городе Высоко-Литовск. Продолжил учёбу в Европе — изучал педагогику и экспериментальную психологию в Лейпцигском университете, также проходил курсы в школе при Йенском университете. В 1906 году окончил Лозаннский университет, получив степень доктора литературы.
В 1907 году эмигрировал в Палестину. Был директором женской школы в Яффе. В 1912 году Туров стал одним из основателей женского педагогического училища в Яффе (позже Педагогический колледж Левинского). Во время 1-й мировой войны продолжал преподавать в педагогическом училище и добился его повторного открытия после того, как его закрыли турецкие власти; он также возглавлял в Палестине Комитет просвещения. Издавал педагогический журнал «Га-Хинух» (с 1912 года) и ежедневную газету «Га-Арец». С 1919 года Туров проживал в США, работал в издательстве «Стайбел паблишинг компани». Один из основателей Еврейского учительского колледжа в Бостоне (1921) и его первый ректор. В 1926—1932 годах профессор еврейской литературы в Еврейском институте религии англ. Jewish Institute of Religion в Нью-Йорке. В конце 1930-х годов был приглашён Менахемом Усышкиным в качестве профессора на педагогический факультет Еврейского университета в Иерусалиме, но менее чем через год вернулся в Нью-Йорк.
Скончался в марте 1953 года в Нью-Йорке. Похоронен на Старом кладбище Тель-Авива.
Племянник — Мойше Бродерзон.